# Richard P. Ernst

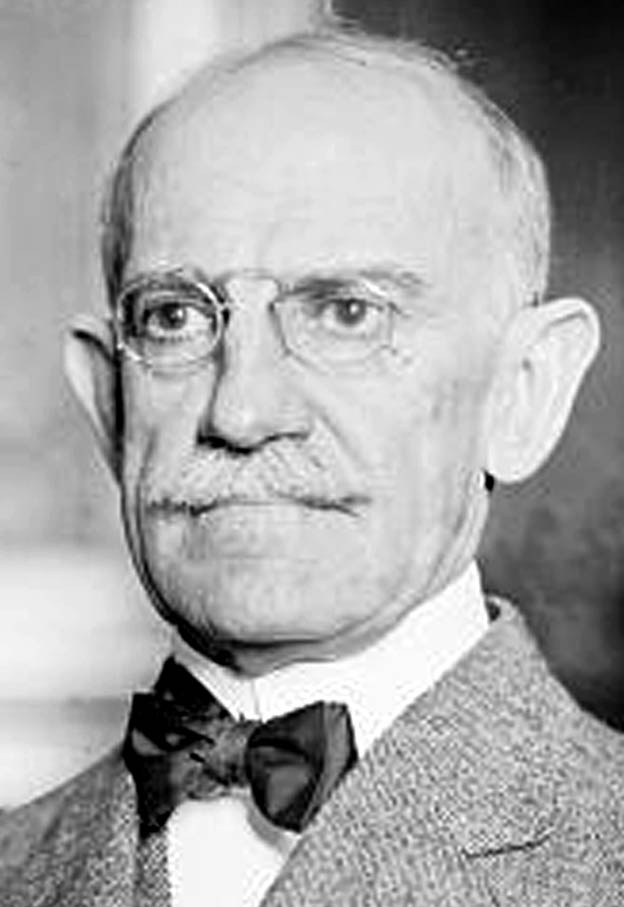
Richard P. Ernst

Richard Pretlow Ernst (* 28. Februar 1858 in Covington, Kenton County, Kentucky; † 13. April 1934 in Baltimore, Maryland) war ein US-amerikanischer Jurist und Politiker der Republikanischen Partei, der den Bundesstaat Kentucky im US-Senat vertrat.
Nach dem Besuch der öffentlichen Schulen sowie der Chickerings Academy in Cincinnati machte Richard Ernst 1878 seinen Abschluss am Centre College in Danville. Sein juristisches Examen legte er zwei Jahre später an der Law School der University of Cincinnati ab. Im selben Jahre wurde er in die Anwaltskammer aufgenommen und begann in Cincinnati sowie in seinem Heimatort Covington zu praktizieren.
Politisch betätigte sich Ernst erstmals zwischen 1888 und 1892 als Mitglied des Stadtrates von Covington. Im Jahr 1896 bewarb er sich um einen Sitz im US-Repräsentantenhaus, scheiterte jedoch. Erst 24 Jahre später zog er dann doch in den Kongress ein, als er die Wahl zum Senator für Kentucky gewann. Seine Amtszeit dauerte vom 4. März 1921 bis zum 3. März 1927; beim Versuch der Wiederwahl scheiterte er am späteren US-Vizepräsidenten Alben W. Barkley. Während seiner Zeit war er unter anderem Vorsitzender des Patentausschusses (Committee on Patents).
Nach seinem Ausscheiden aus dem Senat arbeitete Ernst wieder als Anwalt in Cincinnati und war außerdem in Covington im Bankgewerbe tätig. Er starb 1934 im Johns Hopkins Hospital in Baltimore. Das Camp Ernst, ein Ferienlager der YMCA in Burlington, wurde als Würdigung nach Richard Ernst benannt.